# 고지마 히로미 (1989년)
고지마 히로미(일본어: 小島 弘已, 1989년 10월 27일 ~ )는 일본의 전 축구 선수이다.

## 구단 경력
과거 FC 기후에서 활동하였다.